# تاكويا ميكامي
تاكويا ميكامي (باليابانية: 三上 卓哉) (13 فبراير 1980 في اليابان – )؛ هو لاعب كرة قدم ياباني سابق كان يلعب كمدافع.

## وصلات خارجية
- تاكويا ميكامي على موقع رابطة كرة القدم اليابانية للمحترفين (اليابانية)
- تاكويا ميكامي على موقع قاعدة بيانات كرة القدم.إي يو (الإنجليزية)
- تاكويا ميكامي على موقع Soccerway.com (الإنجليزية)
- تاكويا ميكامي على موقع عالم كرة القدم.نت (الإنجليزية)